# Ljudski mozak
Ljudski mozak je organ smješten u kranijalnoj šupljini koji zajedno s kralježničnom moždinom tvori središnji živčani sustav. Mozak je upravljački centar tijela te kao takav regulira endokrine i autonomne funkcije, kao i ponašanje, razmišljanje, emocije i procesiranje osjetnih informacija. 

## Struktura mozga
Mozak (lat. encephalon) se sastoji od 3 dijela, svaki od kojih ima daljnju podjelu:
1. moždano deblo (lat. truncus cerebri)
  - produžena moždina (lat. medulla oblongata)
  - most (lat. pons)
  - srednji mozak (lat. mesencephalon)
2. mali mozak (lat. cerebellum)
3. veliki mozak (lat. cerebrum)
  - prednji mozak (lat. telencephalon)
  - međumozak (lat. diencephalon)